# عفيف الجند (السياني)

تعديل مصدري - تعديل

عفيف الجند محلة تابعة لقرية سنب، التابعة لعزلة هدفان بمديرية السياني إحدى مديريات محافظة إب في الجمهورية اليمنية، بلغ تعداد سكانها 20 حسب تعداد اليمن لعام 2004.